# Peperomia srebrzysta

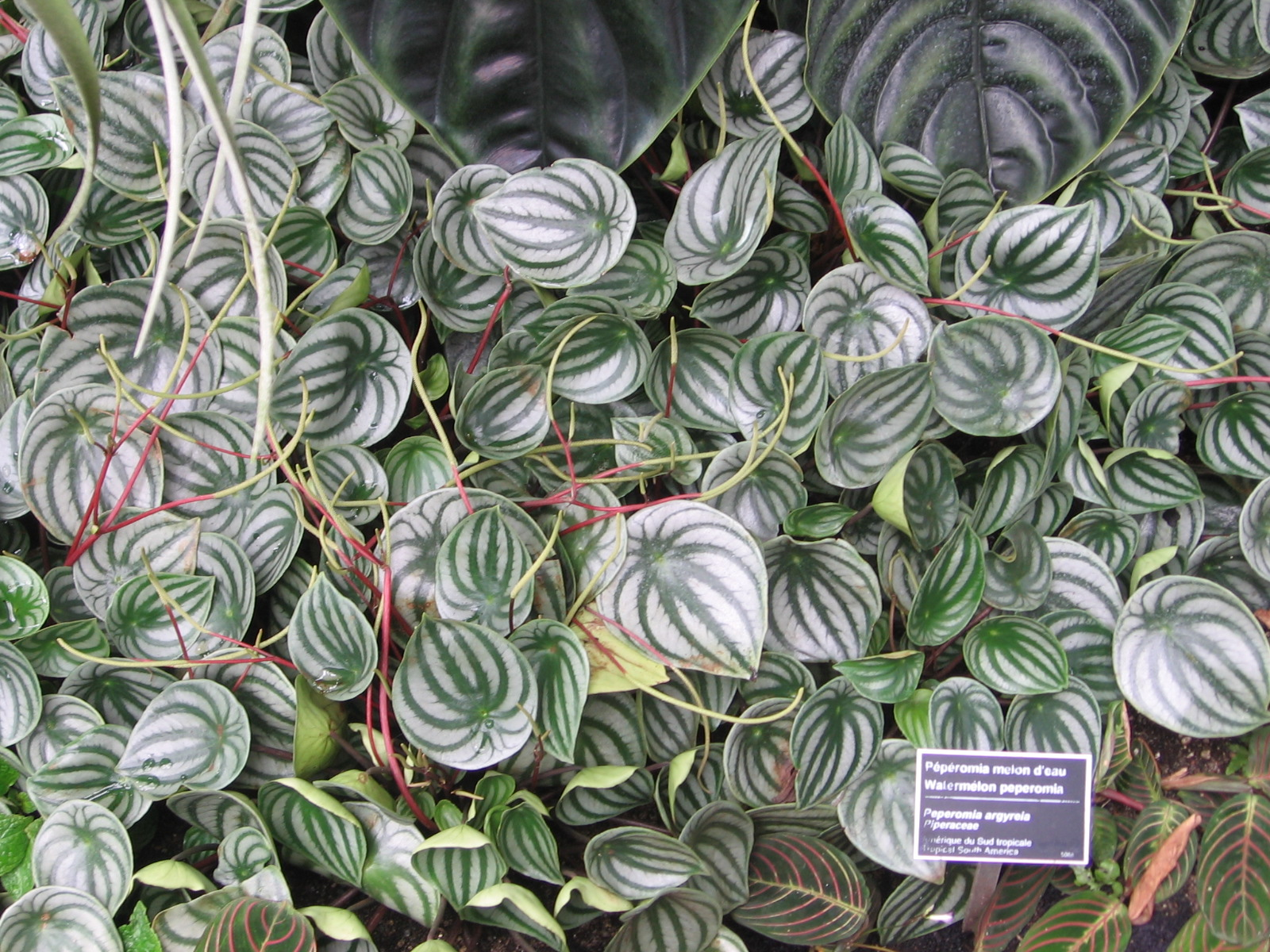

Peperomia srebrzysta (Peperomia argyreia) – gatunek rośliny z rodziny pieprzowatych. Dawniej nazywana była peperomią Sandersa (Peperomia sandersii). Pochodzi z tropikalnych obszarów Brazylii. W Polsce jest uprawiany jako ozdobna roślina pokojowa.

## Morfologia
Jest krzaczastą byliną o wysokości ok. 20 cm. Ma pojedyncze, mięsiste, gładkie, ciemnozielone, szerokoowalne liście o ostrym wierzchołku i długości do 10 cm. Ich charakterystyczną cechą są srebrzyste paski kontrastujące z czerwonymi ogonkami liściowymi o długości do 12 cm. Liście są głównym walorem ozdobnym tej rośliny. Istnieją też kultywary o innych barwach liści.

## Uprawa
Gatunek trudny w uprawie, ale przy pewnej wprawie i staraniu możliwy do uprawy w warunkach mieszkaniowych.
- Podłoże. Najlepsza jest próchniczna ziemia kwiatowa na podłożu z torfu.
- Wilgotność. Wymaga dużej wilgotności powietrza, szczególnie gdy jest ciepło, jednakże jest bardzo wrażliwa na nadmierne podlewanie powodujące gnicie jej korzeni. Podlewa się ją rzadko; w lecie raz na tydzień, zimą co 14–18 dni, koniecznie wodą bezwapienną. Można ustawić jej doniczkę na podkładzie ze stale wilgotnego torfu, w zimie lepiej przetrzymywać ją w kuchni, gdzie jest bardziej wilgotno.
- Oświetlenie. Nie musi natomiast stać w pełnym słońcu, w swoim naturalnym środowisku bowiem rośnie pod drzewami. Bezpośrednie światło powoduje odbarwianie jej liści, wystarczy jej średnie oświetlenie.
- Temperatura. W lecie nie powinna przekroczyć 24 °C, w zimie nie powinna być niższa niż 16 °C
- Rozmnażanie. Po 2 latach uprawy staje się nieładna i należy ją odnowić przez ukorzenienie nowej sadzonki. Sadzonki wykonuje się wiosną z pędu wierzchołkowego o długości ok. 2,5 cm. Po zanurzeniu w ukorzeniaczu sadzi się je do piasku lub ziemi liściowej, przykrywa folią i trzyma w temperaturze ok. 18 °C.
- Zabiegi uprawowe. W lecie należy co 2 tygodnie nawozić płynnym nawozem wieloskładnikowym. Zakurzone liście czyści się przez ścieranie wilgotną szmatką. Gdy powietrze jest suche należy ją spryskiwać wodą. Nie wymaga cięcia.